# Martin Hubmann
Martin Hubmann, född 14 maj 1989 i Eschlikon, är en schweizisk orienterare som ingick i stafettlaget som tog guld vid EM 2012 och i sprintstafettlaget som tog guld vid VM 2014.. Han är yngre broder till Daniel Hubmann.